# New York, I Love You
New York, I Love You is een Amerikaanse romantische komische anthologiefilm met 11 korte films bevattend, elke met een andere regisseur. Elke korte film gaat over de liefde, en speelt zich af in de vijf boroughs van New York. 

## Rolverdeling
| Acteur             | Personage         |
| ------------------ | ----------------- |
| Natalie Portman    | Rifka             |
| Orlando Bloom      | David             |
| Hayden Christensen | Ben               |
| Julie Christie     | Isabelle          |
| Ethan Hawke        | Writer            |
| John Hurt          | Bellhop           |
| Christina Ricci    | Camille           |
| Drea de Matteo     | Lydia             |
| Chris Cooper       | Alex Simmons      |
| Rachel Bilson      | Molly             |
| Shia LaBeouf       | Jacob             |
| Olivia Thirlby     | Mallorie Fish     |
| Irrfan Khan        | Mansuhkhbai       |
| Blake Lively       | Gabrielle         |
| Anton Yelchin      | Kane              |
| Eli Wallach        | Abe               |
| Robin Wright       | Anna              |
| Bradley Cooper     | Gus               |
| Cloris Leachman    | Mitzie            |
| Andy García        | Garry             |
| James Caan         | Mr. Riccoli       |
| Shu Qi             | Chinese Herbalist |
| Jacinda Barrett    | Maggie            |
| Maggie Q           | Janice Taylor     |
| Justin Bartha      | Justin            |
| Eva Amurri         | Sarah             |
| Taylor Geare       | Teya              |
| Carlos Acosta      | Dante             |